# Amorphospermum
Amorphospermum is een geslacht van planten uit de familie Sapotaceae. Het geslacht telt slechts één soort die voorkomt in de oostelijke Australische deelstaten Queensland en New South Wales en in Papoea-Nieuw-Guinea.

## Soorten
- Amorphospermum antilogum F.Muell.